# Anabolisme
L'anabolisme és el conjunt de processos d'assimilar els nutrients i convertir-ho en matèria vivent. És la primera fase del metabolisme i s'oposa a catabolisme.
En general, les molècules complexes que formen les estructures cel·lulars són produïdes pas a pas a partir de precursors petits i senzills. L'anabolisme inclou tres fases bàsiques. Primerament, la producció de precursors com ara aminoàcids, monosacàrids, isoprenoides i nucleòtids. Segonament, la seva activació en formes reactives utilitzant energia de l'ATP. Tercerament i final, l'assemblatge d'aquests precursors en molècules complexes com ara proteïnes, polisacàrids, lípids i àcids nucleics.
Els organismes presenten diferències en la quantitat de molècules de les cèl·lules poden produir ells mateixos. Els autòtrofs com ara les plantes poden produir les molècules orgàniques complexes com ara els polisacàrids i les proteïnes a partir de molècules senzilles com el diòxid de carboni i l'aigua. Els heteròtrofs, en canvi, requereixen una font de substàncies més complexes, com ara monosacàrids i aminoàcids, per a produir aquestes molècules complexes. Els organismes també es poden classificar segons la font última de l'energia; els fotoautòtrofs i els fotoheteròtrofs obtenen energia de la llum, mentre que els quimioautòtrofs i els quimioheteròtrofs obtenen energia de reaccions oxidatives inorgàniques.